# Ferdinand Flemmich
Ferdinand Flemmich (14. září 1843 Vídeň – 19. listopadu 1906 Rýmařov) byl rakouský podnikatel a politik německé národnosti z Moravy; poslanec Moravského zemského sněmu.

## Biografie
Byl synem vídeňského továrníka Antona Flemmicha a jeho manželky Juliany rozené Schiffmannové. Ferdinand byl zakladatelem vlivného rýmařovského podnikatelského rodu Flemmichů. V Rýmařově vytvořil rozsáhlý areál továrních budov společně s velkou zahradou dodnes nazývanou Flemda nebo Flemiška. Šlo o firmu na hedvábné zboží. Ferdinand se v Rýmařově usídlil roku 1871, jeho předkové se v regionu severní Moravy ovšem připomínají coby soukeníci již v 17. století. Anton Flemmich založil vídeňskou textilní firmu, kterou později převzal Antonův syn Karl Flemmich, zatímco druhý syn Ferdinand Flemmich odešel na Moravu, nejprve podnikal od roku 1860 v Potštátu, pak v Rýmařově, kde ho zaujaly výhodné pozemky. V roce 1871 započal s výstavbou továrny. Součástí komplexu budov se postupně staly četné výrobní haly ale i vila majitele nebo obytné domy pro úředníky a dělníky. Areál disponoval i podnikovým lékařem, jídelnou a lázní. Po Ferdinandově smrti roku 1906 firmu převzali synové Ludwig a Karl. Rodině patřila firma až do roku 1945, kdy byl Karlův syn Otto Flemmich zbaven majetku a označen za kolaboranta. Výroba tu pokračovala až do 90. let 20. století.
Koncem 19. století se zapojil i do vysoké politiky. V doplňovacích zemských volbách (poté co rezignoval poslanec Eduard Kessler) byl 28. ledna 1892 zvolen na Moravský zemský sněm, za kurii městskou, obvod Uničov, Rýmařov. Mandát zde obhájil v řádných zemských volbách roku 1896. V roce 1892 i v roce 1896 se uvádí jako německý liberální kandidát (tzv. Německá pokroková strana navazující na ústavověrný politický proud s liberální a centralistickou orientací).
Získal Řád Františka Josefa. Zemřel v listopadu 1906. Příčinou úmrtí byl infarkt (Herzschlag). Tělo zesnulého bylo z Rýmařova převezeno k pohřbu do Vídně.